# جورج رجل الغاب
جورج رجل الغاب مسلسل رسوم متحركة كندي من إنتاج شركة دي إتش أكس ميديا ودريم وركس كلاسيك وجاي وارد عرض لأول مره في 22 يونيو 2007 واستمر عرضه حتى 11 يناير 2008 . تمت دبلجة المسلسل للعربية وعرض على قناة إم بي سي 3 .

## روابط خارجية
- George of the Jungle at TV.com
- George of the Jungle Website نسخة محفوظة 25 فبراير 2009 على موقع واي باك مشين.
- جورج رجل الغاب على موقع IMDb (الإنجليزية)
- جورج رجل الغاب على موقع ميتاكريتيك (الإنجليزية)
- جورج رجل الغاب على موقع روتن توميتوز (الإنجليزية)
- جورج رجل الغاب على موقع كينوبويسك (الروسية)
- جورج رجل الغاب على موقع ألو سيني (الفرنسية)
- جورج رجل الغاب على موقع قاعدة بيانات الفيلم (الإنجليزية)